# Sklářství na Stašsku
Sklářství na Stašsku zahrnuje období od 2. poloviny 17. století do 2. poloviny 19. století. Založení sklárny bylo impulzem ke vzniku obce Stachy na Šumavě (okres Prachatice) a jejích osad. První písemné zmínky o sklářství na Šumavě jsou z 1. poloviny 14. století, kdy skláři přicházeli z Bavorska.

## Historie vzniku skláren na Stašsku
První sklárna na Stašsku byla postavena na území dnešní osady Stachy v takzvaném Zemanově roku 1560 nebo 1561 Eustachem (Stachem) na místě domu č. 64, který je kulturní památkou. Tato huť zřejmě pro nedostatek dřeva již byla vyhašena před rokem 1630.
K další sklárně existuje zmínka z roku 1604 jako o druhé huti v blízkosti Stachů. Jejím provozovatelem byl Mathias Stach. Ta byla pravděpodobně v blízkosti nebo v místě pozdějšího tzv. Dolního dvora v blízkosti hranic obcí Stachy a Masákovy Lhoty. Dalším majitelem obou skláren je uváděn Osvald Roland, který obě hutě v roce 1614 prodal svému švagrovi Niklasu von Perschen.

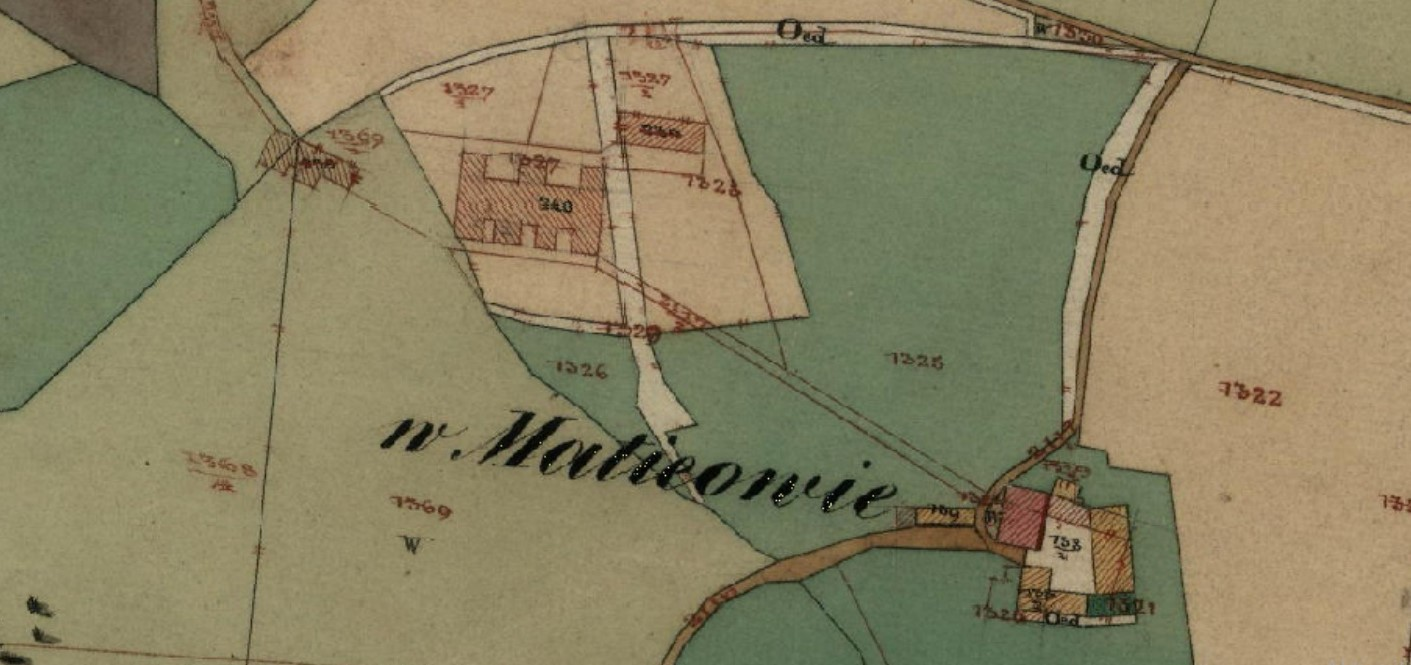
Nová huť v Kůsově na historické mapě

Další, třetí sklárna byla zřízena až v roce 1788 na úbočí Popelné hory (1091 m n. m.) na tzv. Voldřichovském statku. Huť postavil Matěj Grabmüller (1724–1804) ze Stachova spolu s manželkou Francizkou. Ta byla dcerou huťmistra z Pockovy hutě Gatermayera. Matěj Grabmüller byl švagrem Pavla Františka Voldřicha, syna majitele statku Jana Voldřicha (od roku 1692), který byl v letech 1773–1778 stachovským rychtářem. Sklárna však brzy zpracovala zásoby dřeva, projevil se i vliv napoleonských válek a huť byla v roku 1798 vyhašena. Později byla znovu obnovena sklářskou rodinou Eisnerů. Od roku 1822 se zde vyrábělo duté sklo, páteříky, sklíčka do kapesních hodinek a lustrové přívěsky. Sklo se expedovalo do německých zemí, Itálie, ale i do Afriky a Ameriky. Sklárna zaměstnávala až na 60 zaměstnanců včetně asi 40 sklářských pomocníků. Mezi nimi byl i rytec Konstantin Pock z Kůsova č. 2. V roce 1837 se majitelem huti stal švagr Johanna Eisnera Josef Schmied, později pak jeho syn Josef Eduard a konečně roku 1864 Eduardův bratr Rudolf. O huti se mluvilo jako o Staré huti, nebo i jako o Stachovské, Voldřichově nebo Eisnerově (Eisnerhütte). Sklárna zanikla s otevřením Nové huti postavené níže v Kůsově. Některé prameny uvádějí, že ve Staré huti  (v matrice se uvádí Stachy čp. 1) se dne 18. listopadu 1839 narodil Andreas Hartauer, autor písně „Tam v krásné Šumavě“
Novou huť postavil v roce 1875 již zmíněný Rudolf Schmied nedaleko dvora č. p. 1, v němž bylo sídlo majitele sklárny. V 60. letech 20. století zde byl zřízen Domov pro seniory. Jednalo se již o moderní huť, pec byla vytápěna dřevoplynem. Ve sklárně se vyrábělo barevné a křišťálové sklo. Při jeho výrobě bylo zaměstnáno okolo 30 lidí. Provoz sklárny s plynovou pecí byl velmi nákladný. Činnost sklárny byla zastavena v roce 1889.

## Současnost
Ze současných skláren nic nezbylo. Jen na místě Staré hutě v lese na úbočí Popelné hory zůstaly kamenné ruiny bývalých stavení patřících ke sklářské huti. Na místě je informační tabule s popisem historie této sklárny. V bezprostřední blízkosti je vodní pramen zvaný Sklářská studánka.